# Arvo Manner

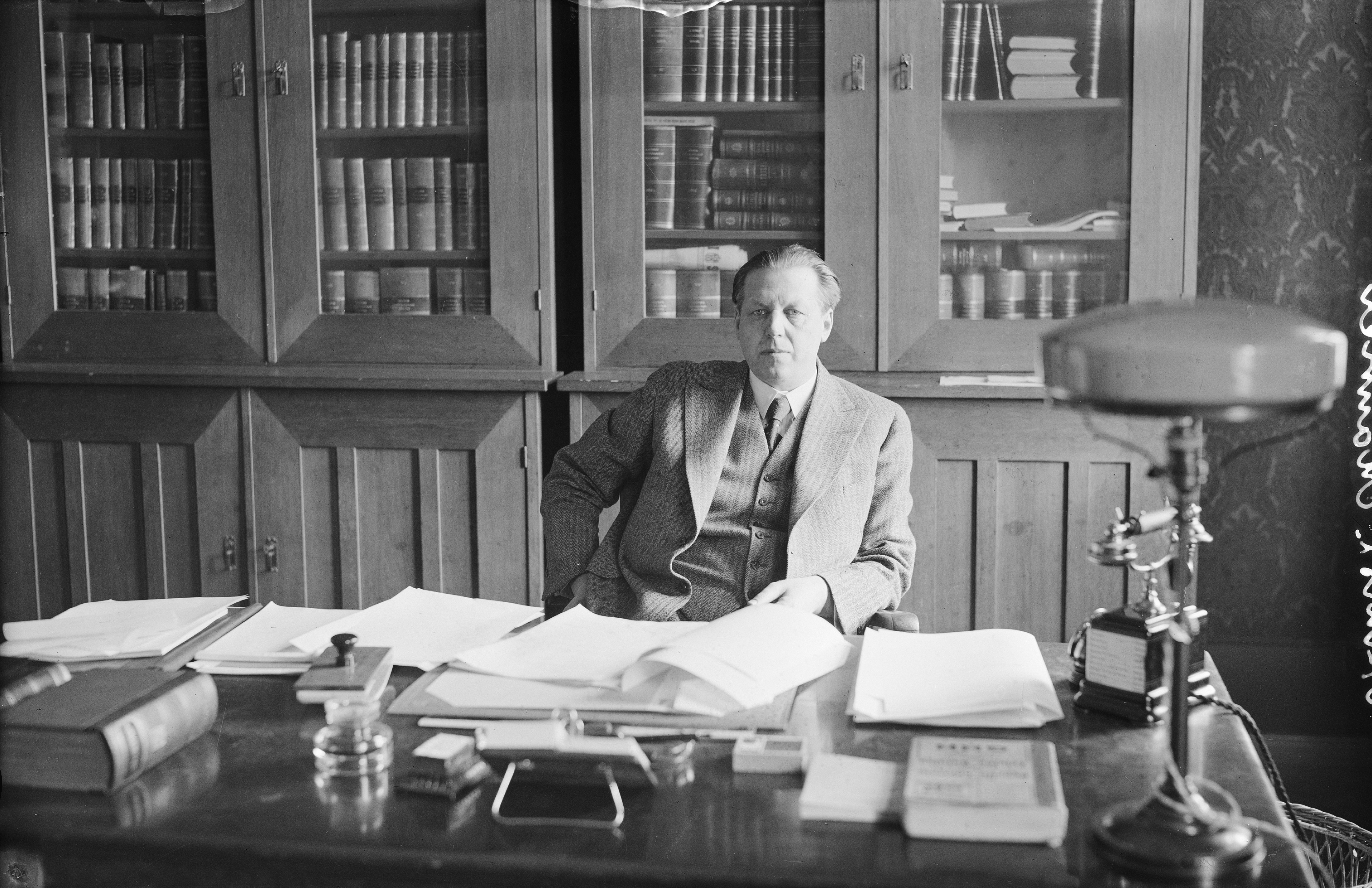
Arvo Manner år 1932 i sin roll som biträdande inrikesminister.

Arvo Verner Aleksander Manner, född 17 augusti 1887, död 11 april 1962 var en finländsk landshövding och minister.
Manner tog studenten 1906, avslutade sina rättsliga studier 1912 och fick jurgrad 1915.
Manner var Viborgs läns landshövding 1925-1945 och Kymmene läns landshövding 1945-1955. Manner var biträdande inrikesminister i Sunilas andra regering; han var yrkesminister i regeringen 14 mars 1932 - 20 oktober 1932. I presidentvalet 1943 fick han en elektorsröst.
Arvo Manner, som var kristen högerpolitiker, var bror till vänsterledaren Kullervo Manner.